# Biserica „Sfântul Nicolae” din Baccealia
Biserica „Sf. Nicolae” este o biserică amplasată în Baccealia, raionul Căușeni, Republica Moldova. Este un monument arhitectural de importanță națională inclus în Registrul monumentelor Republicii Moldova ocrotite de stat cu nr. 129 (raionul Căușeni). Datează din 1813.